# Apion
Apion (altgriechisch Ἀπίων Πλειστονίκου Apíōn Pleistoníkēs; * 30–20 v. Chr.; † 45–48 n. Chr.), dessen Name von der gräzisierten Form der altägyptischen Bezeichnung „Apis“ abgeleitet war, wirkte im ersten nachchristlichen Jahrhundert als Zeitgenosse von Plinius dem Älteren als alexandrinischer Grammatiker, Literat und Homerphilologe. Er ist heute vor allem durch seine antijüdischen Texte bekannt, auf die Josephus in seiner Schrift Contra Apionem (Gegen Apion) reagierte.

## Leben und Werke
Apion scheint für sein umfassendes Wissen und seine rhetorische Begabung außerordentlich geschätzt worden zu sein. Seine Zeitgenossen stimmen aber auch in der Ablehnung seiner prahlerischen Selbstgefälligkeit überein. So erklärte er etwa, dass jeder, den er in seinen Schriften erwähnt, unsterblich würde. Er zählte sich zu den größten Philosophen des alten Griechenland und sagte, dass Alexandria stolz sein müsse, einen Mann wie ihn unter ihren Bürgern zu haben. Von seinen Werken blieb jedoch kein einziges erhalten.
Apion wurde in einer ägyptischen Oase geboren, sein Vater hieß Poseidonios. Er wurde im Haus des Didymos in Alexandria erzogen und übernahm als Nachfolger Theons die Leitung der alexandrinischen Grammatikerschule. Apion lehrte während der Regierungszeit des Tiberius und des Claudius in Rom, wo Plinius der Ältere ihn hörte. Er war Anführer der alexandrinischen Gesandtschaft, die im Jahr 40 n. Chr. bei Kaiser Caligula vorsprach. Dabei ging es um den Streit über den Status der alexandrinischen Juden. Bei dieser Gelegenheit hielt Apion eine gegen die Juden gerichtete Rede (altgriechisch λόγος κατὰ Ἰουδαίων lógos katá Ioudaíōn), die wohl als Auszüge seiner fünfbändigen Aigyptiaka entnommen wurden. So beachtlich die hohe Zitierquote von Apion in der Antike auch ist, die inhaltliche Qualität seiner „unterhaltenden Werke“ unterlag jedoch gravierenden historischen Mängeln, die wahrscheinlich dafür verantwortlich waren, dass keine Apion-Texte in den späteren Jahrhunderten überliefert wurden.
Die nicht mehr erhaltenen fünfbändigen Aigyptiaka beinhalteten im dritten und vierten Buch viele, teils abstruse judenfeindliche Äußerungen. Eine umfassende Kenntnis über Apion besaß Josephus nicht, da er sich ausschließlich auf die judenfeindlichen Äußerungen konzentrierte; so behauptete Apion, dass die Juden wegen körperlicher Gebrechen aus Ägypten vertrieben worden seien, dass Moses aus Heliopolis stamme, erklärte den Sabbat auf eine absurde Weise usw. Apion erhob auch den ersten Vorwurf eines jüdischen Ritualmords („im Tempel zu Jerusalem werde jährlich ein Grieche geopfert“). Die „Legende des Ritualmordes“ entspricht inhaltlich dem schon vorher bekannten „Busiris-Mythos“, dessen Ausführungen Apion auf das Judentum übertrug. Laut Josephus war Apion auch der Urheber der später auch von Tacitus übernommenen Verleumdung, nach der die Juden die Eselsverehrung praktizierten.
Weder über das Ergebnis seiner Vorsprache bei Kaiser Caligula noch über den Rest von Apions Leben ist etwas bekannt. Wenn man jedoch den Angaben seines Gegners Josephus glauben darf, starb er an einem Leiden, das er sich infolge seines ausschweifenden Lebenswandels zugezogen hat.

## Beurteilung seiner Werke
Flavius Josephus warf Apion einen Mangel an Bildung und einen „marktschreierischen“ Duktus vor (Gegen Apion II. 3). Dieser wurde durch Josephus’ Gegenschrift Gegen Apion, eigentlich Über die Ursprünglichkeit des Judentums, die eine Apologie des Judentums und nicht in erster Linie eine Widerlegung Apions darstellt, zum Archetyp des Judenfeindes.
Zu unterscheiden sind in diesem Zusammenhang die Termini Antisemitismus und Antijudaismus. Apions antike Judenfeindschaft entspricht nicht dem neuzeitlichen Verständnis des Antisemitismus, der sich auf die Rassenlehre bezieht, die in der damaligen Epoche jedoch nicht existierte. Vielmehr bezieht sich Apions Judenfeindlichkeit auf die „elitären Riten“ des Judentums. Flavius Josephus umschrieb diese Problematik mit den Worten „Unser Volksstamm aber blieb rein“.